# ته‌گو
ته‌گو (به کره‌ای: 대구) یکی از ۷ کلان‌شهر کشور کره‌جنوبی است.
این کلان‌شهر با جمعیت ۲٫۴۶۴٫۵۴۷ نفر در جنوب شرقی کره جنوبی در حدود ۸۰ کیلومتری از ساحل اقیانوس آرام و در نزدیکی رودخانه گوم‌هو و جلگه مرکزی منطقه یونگ‌نام قرار گرفته‌است، این شهر مرکز سیاست، اقتصاد و فرهنگ منطقه است.

## تاریخ
در دوران باستان، شهر ده‌گو بخشی از پادشاهی شیلا که اولین تلاش موفق برای متحد کردن شبه‌جزیره کره را نموده بود. در طول دوران پادشاهی چوسان این شهر پایتخت سلسله گیونگ‌سانگ و یکی از هشت استان کشور بود. پادشاهی شیلا همسایه امپراتوری گوگوریو، بکجه و گایا و قدیمی‌ترین پادشاهی در میان سه پادشاهی کره (گوگوریو، بکجه) بود. این پادشاهی در سال ۵۷ پیش از میلاد تأسیس شد و در سال ۹۳۵ میلادی سقوط کرد. پادشاهی شیلا، در سال ۴۱۴ میلادی تسلیم گوگوریو شد و ۱۵۰ سال بعد، گایا را تصرف کرد و در سال ۶۶۲ میلادی، با کمک امپراتوری تانگ، بکجه را تصرف و ۶ سال بعد، گوگوریو را هم تصرف کرد. پس از آن امپراتوری تانگ را شکست داد و چینی‌ها را از کره بیرون کرد. حدود ۳۰۰ سال بعد، شیلا سقوط کرد و با سقوط این پادشاهی، آخرین امپراتوری از سه پادشاهی کره هم فرو پاشید.
ده‌گو موتور مهم پیشرفت سریع کره جنوبی در دوره رشد اقتصادی (۱۹۶۰s-۱۹۸۰s) بود و در حال حاضر به یک مرکز پیشرو در کره جنوبی برای صنایع با تکنولوژی بالا و مد تبدیل شده‌است و با توجه به این وضعیت خود را به عنوان یک مرکز فرهنگی با نام مستعار، «شهر زیبایی»، «شهرنساجی» و «مد سیتی» می‌شناسد.

## سیاست
دو دولت محلی در این شهر (دولت ده‌گو متروپولیتن در یونگ‌گو و گیونگ‌بوک)و (دولت استانی در بوک‌گو وجود دارد). شهردار و روسای مناطق ۸ گانه شهر به‌طور مستقیم توسط شهروندان هر چهار سال یکبار انتخاب می‌شوند. شورای شهر بیست و نه نفر عضو دارد که بیست و شش نفر آنها از حوزه‌های انتخاباتی و سه نماینده از شهر ده‌گو می‌باشند. آن‌ها همچنین به‌طور مستقیم هر چهار سال یک بار انتخاب می‌شوند. اکثر آن‌ها از اعضای حزب بزرگ ملی (هانارا دنگ) که حزب سیاسی اصلی محافظه کار در کره جنوبی است می‌باشند. ده‌گو خانه بسیاری از سران و روسای جمهور جمهوری کره بوده‌است. این شهر به عنوان پایتخت محافظه کاران کره‌ای، دارای قدرت سیاسی بسیاری است.

## جغرافیا
شهر ده‌گو توسط کوه‌ها احاطه شده‌است. پالگونگسان در شمال، بیسولسان در جنوب و واریونگسان از سوی غرب و مجموعه‌ای از تپه‌های کوچکتر در شرق دشت ده‌گو را محصور نموده‌اند. رودخانه گومهو در امتداد لبه شمالی شرقی این شهر جریان دارد که در غرب این شهر در رودخانه ناکدونگ می‌ریزد.

## اقتصاد
از لحاظ تاریخی، شهر ده‌گو مرکز تجاری بخش‌های جنوبی شبه جزیره کره با سئول و پیونگ‌یانگ در شمال (در حال حاضر کره شمالی) بوده‌است، چرا که از موقعیت به سزائی بر خوردار بوده‌است. برخی از بزرگترین بازارهای سنتی مثل بازار سوم‌مون هنوز در این شهر می‌درخشد.
ده‌گو شهر صنعت است. صنایع بزرگ منسوجات، فلزات، ماشین آلات و کشاورزی. کیفیت سیب کشت شده این شهر در اطراف کره مشهور است. مرکزیت بسیاری از شرکت‌های بزرگ مانند بانک ده‌گو ، دلفی کره، هواسانگ، و تگو‌تک در این شهر واقع شده و سامسونگ و کولون نیز در این شهر تأسیس شده‌اند. کارخانه‌های متعددی در مجتمع‌های صنعتی واقع در غرب و شمال این شهر از جمله مجتمع صنعتی سونگسو، مجتمع صنعتی غرب ده‌گو و مجتمع رنگرزی صنعتی در این شهر واقع شده‌است.
این شهر هسته اقتصادی و صنعتی منطقه ده‌گو-گیونگ‌بوک و یکی از مناطق صنعتی بزرگ در کره جنوبی است. تا آنجا که ۹۴ درصد از مازاد تجاری کره در سال ۲۰۰۶ را به خود اختصاص داده است. شرکت‌ها و صنایع الکترونیک در گومی و صنایع فولاد در پوهانگ قرار دارند. همچنین این شهر امکاناتی برای تولید جهانی ارائه نموده است که منجر به ظهور کارخانه‌های Anycall (سامسونگ موبایل) و کارخانه‌های اصلی POSCO در نزدیکی این شهر شده‌است. ده‌گو و شهرهای مجاور آن به عنوان منطقه آزاد اقتصادی ده‌گو-گیونگ‌بوک از سوی دولت مرکزی در سال ۲۰۰۸ تعیین شده‌است.
علاوه بر این، شهر ده‌گو  به عنوان سومین شهر اقتصادی در کره جنوبی، پس از سئول و بوسان در نظر گرفته شده‌است. همچنین قرار گرفتن این شهر در گرمترین منطقه کره جنوبی منجر به فراهم آمدن محصولات کشاورزی از جمله سیب‌های با کیفیت بالا و هندوانه‌های مرغوب شده‌است. صنعت کشاورزی و تولید میوه پشتیبانی حیاتی برای اقتصاد محلی است. با این وجود، به دلیل تغییر در آب و هوا به علت گرم شدن کره زمین و شبه جزیره کره از شیرینی و محبوبیت میوه‌های دائیگو کاسته شده‌است.

## مترو
متروی ده‌گو در سال ۱۹۹۷ تأسیس شده و هم‌اکنون دارای ۳ خط و ۸۹ ایستگاه می‌باشد.

## صنعت مد
از اواخر ۱۹۹۰، شهر ده‌گو در تلاش برای ترویج صنعت مد خود بر اساس صنایع تولیدی ونساجی خود برآمده است. بسیاری از نمایشگاه‌های مربوط به صنایع نساجی و مد از جمله نمایشگاه مد ده‌گو و پیش نمایش ده‌گو سالانه یا نیم سالانه و به دعوت مؤسسه ملی مد برگزار شده‌است.

## آب و هوا
ده‌گو دارای آب و هوای نیمه گرمسیری و مرطوب است. در فصل زمستان، هوای بسیار سرد و بارش بسیار کم. به جز در طول فصل بارانی تابستان در بیشتر سال هوا آفتابی است. اطلاعات به دست آمده از سال ۱۹۶۱ نشان می‌دهد که درجه حرارت متوسطماه ژانویه که سردترین ماه سال بوده‌است در ده‌گو، ۰٫۶ درجه و برای آگوست که گرمترین ماه سال است ۲۶٫۴ درجه گزارش شده‌است. کمترین دمای ثبت شده این شهر نیز -۲۰٫۲ و بالاترین درجه حرارت ثبت شده شهر نیز ۴۰٫۰ گزارش گردیده است.
| داده‌های اقلیم دائیگو (۱۹۸۱−۲۰۱۰)          | داده‌های اقلیم دائیگو (۱۹۸۱−۲۰۱۰) | داده‌های اقلیم دائیگو (۱۹۸۱−۲۰۱۰) | داده‌های اقلیم دائیگو (۱۹۸۱−۲۰۱۰) | داده‌های اقلیم دائیگو (۱۹۸۱−۲۰۱۰) | داده‌های اقلیم دائیگو (۱۹۸۱−۲۰۱۰) | داده‌های اقلیم دائیگو (۱۹۸۱−۲۰۱۰) | داده‌های اقلیم دائیگو (۱۹۸۱−۲۰۱۰) | داده‌های اقلیم دائیگو (۱۹۸۱−۲۰۱۰) | داده‌های اقلیم دائیگو (۱۹۸۱−۲۰۱۰) | داده‌های اقلیم دائیگو (۱۹۸۱−۲۰۱۰) | داده‌های اقلیم دائیگو (۱۹۸۱−۲۰۱۰) | داده‌های اقلیم دائیگو (۱۹۸۱−۲۰۱۰) | داده‌های اقلیم دائیگو (۱۹۸۱−۲۰۱۰) |
| ماه                                       | ژانویه                           | فوریه                            | مارس                             | آوریل                            | مه                               | ژوئن                             | ژوئیه                            | اوت                              | سپتامبر                          | اکتبر                            | نوامبر                           | دسامبر                           | سال                              |
| ----------------------------------------- | -------------------------------- | -------------------------------- | -------------------------------- | -------------------------------- | -------------------------------- | -------------------------------- | -------------------------------- | -------------------------------- | -------------------------------- | -------------------------------- | -------------------------------- | -------------------------------- | -------------------------------- |
| میانگین بیش‌ترین °C (°F)                   | ۵٫۵ (۴۲)                         | ۸٫۳ (۴۷)                         | ۱۳٫۵ (۵۶)                        | ۲۰٫۶ (۶۹)                        | ۲۵٫۳ (۷۸)                        | ۲۸٫۳ (۸۳)                        | ۳۰٫۳ (۸۷)                        | ۳۱٫۰ (۸۸)                        | ۲۶٫۷ (۸۰)                        | ۲۱٫۹ (۷۱)                        | ۱۴٫۷ (۵۸)                        | ۸٫۲ (۴۷)                         | ۱۹٫۵ (۶۷)                        |
| میانگین روزانه °C (°F)                    | ۰٫۶ (۳۳)                         | ۲٫۹ (۳۷)                         | ۷٫۸ (۴۶)                         | ۱۴٫۳ (۵۸)                        | ۱۹٫۱ (۶۶)                        | ۲۲٫۸ (۷۳)                        | ۲۵٫۸ (۷۸)                        | ۲۶٫۴ (۸۰)                        | ۲۱٫۷ (۷۱)                        | ۱۵٫۹ (۶۱)                        | ۹٫۰ (۴۸)                         | ۲٫۹ (۳۷)                         | ۱۴٫۱ (۵۷)                        |
| میانگین کم‌ترین °C (°F)                    | −۳٫۶ (۲۶)                        | −۱٫۶ (۲۹)                        | ۲٫۸ (۳۷)                         | ۸٫۴ (۴۷)                         | ۱۳٫۵ (۵۶)                        | ۱۸٫۲ (۶۵)                        | ۲۲٫۳ (۷۲)                        | ۲۲٫۸ (۷۳)                        | ۱۷٫۶ (۶۴)                        | ۱۰٫۸ (۵۱)                        | ۴٫۲ (۴۰)                         | −۱٫۵ (۲۹)                        | ۹٫۵ (۴۹)                         |
| بارندگی میلی‌متر (اینچ)                    | ۲۰٫۶ (۰٫۸۱)                      | ۲۸٫۲ (۱٫۱۱)                      | ۴۷٫۱ (۱٫۸۵)                      | ۶۲٫۹ (۲٫۴۸)                      | ۸۰٫۰ (۳٫۱۵)                      | ۱۴۲٫۶ (۵٫۶۱)                     | ۲۲۴٫۰ (۸٫۸۲)                     | ۲۳۵٫۹ (۹٫۲۹)                     | ۱۴۳٫۵ (۵٫۶۵)                     | ۳۳٫۸ (۱٫۳۳)                      | ۳۰٫۵ (۱٫۲)                       | ۱۵٫۳ (۰٫۶)                       | ۱٬۰۶۴٫۴ (۴۱٫۹۱)                  |
| میانگین روزهای بارندگی (≥ ۰٫۱ mm)         | ۴٫۵                              | ۵٫۲                              | ۷٫۳                              | ۷٫۸                              | ۸٫۶                              | ۹٫۵                              | ۱۴٫۴                             | ۱۲٫۸                             | ۹٫۶                              | ۵٫۱                              | ۵٫۰                              | ۴٫۳                              | ۹۴٫۱                             |
| درصد رطوبت                                | ۵۴٫۴                             | ۵۳٫۶                             | ۵۴٫۱                             | ۵۳٫۲                             | ۵۸٫۷                             | ۶۵٫۵                             | ۷۳٫۸                             | ۷۲٫۹                             | ۷۱٫۳                             | ۶۴٫۵                             | ۶۰٫۳                             | ۵۶٫۸                             | ۶۱٫۶                             |
| میانگین روزانه ساعت‌های تابش آفتاب         | ۱۹۳٫۵                            | ۱۸۵٫۲                            | ۲۰۲٫۹                            | ۲۲۰٫۴                            | ۲۲۹٫۷                            | ۱۸۳٫۸                            | ۱۵۱٫۳                            | ۱۶۵٫۳                            | ۱۶۱٫۱                            | ۲۰۳٫۲                            | ۱۸۰٫۰                            | ۱۸۹٫۷                            | ۲٬۲۶۶                            |
| منبع: Korea Meteorological Administration |                                  |                                  |                                  |                                  |                                  |                                  |                                  |                                  |                                  |                                  |                                  |                                  |                                  |

## فرهنگ
شهروند معروف : مین یونگی (شوگا) یکی از اعضای گروه bts است. کیم تهیونگ (وی) یکی از اعضای بی تی اس.